# Government Institutions Pension Fund
Der Government Institutions Pension Fund (GIPF) ist der staatliche Pensions-Fonds in Namibia. Er hat seinen Sitz in Windhoek und übernimmt Aufgaben ähnlich einer Pensionskasse, jedoch nur für Staatsmitarbeiter und staatliche Unternehmen.
Der GIPF gilt mit einem Anlagevermögen von 116 Milliarden Namibia-Dollar als einer der größten in Afrika und einer der wenigen, der seine Verbindlichkeiten aus eigenem Vermögen decken kann.
Der Fonds wurde mehrfach durch das Institute of Retirement Funds Africa (IRFA) ausgezeichnet.